# Natrupek
Natrupek (Korynetes) – rodzaj chrząszczy z rodziny przekraskowatych i podrodziny Korynetinae.
Chrząszcze o wypukłym, szerokim ciele ubarwionym metalicznie niebiesko, fioletowo, zielono lub czarno. Porośnięte owłosieniem. Jedenastoczłonowe czułki zwieńczone są buławkami zbudowanymi z luźno zestawionych członów mniej więcej jednakowych długości. Oczy złożone są wyraźnie wykrojone, mocniej niż u rodzaju Opetiopalpus. Zarówno głaszczki szczękowe jak i wargowe mają szczytowe człony toporowato rozszerzone. Przedplecze jest znacznie węższe od nasady pokryw, obrzeżone na całym obwodzie. Jego boki są zaokrąglone pośrodku i zwężone ku nasadzie. Zarys pokryw jest dość krótki, o równoległych bokach. Powierzchnia pokryw cechuje się wyraźnie nabrzmiałymi barkami i wyniesionym szwem.
Owady te są głównie saproksylicznymi drapieżnikami, przechodzącymi rozwój w żerowiskach kornikowatych i kołatkowatych, polującymi na ich stadia larwalne i poczwarki. Niektóre gatunki występują również w warunkach synantropijnych, polując na szkodniki budowlane, a nawet magazynowe (np. larwy skórnikowatych). Owady dorosłe odwiedzają kwiaty.
Rodzaj ten wprowadzony został w 1792 roku przez Johanna F.W. Herbsta. W Europie reprezentują go 
następujące gatunki:
- Korynetes caeruleus (De Geer, 1775) – natrupek niebieski
- Korynetes coxalis Reitter, 1894
- Korynetes geniculatus Klug, 1842
- Korynetes pusillus Klug, 1842
- Korynetes ruficornis Sturm, 1837

W Polsce występują dwa gatunki (zobacz: przekraskowate Polski). Oba są rzadko spotykane.